# Journal de 20 heures (TF1)
Ne doit pas être confondu avec Journal de 20 heures (France 2).
Le Journal de 20 heures (stylisé « LE20H ») est un journal télévisé français diffusé chaque jour en direct à 19 h 58 sur TF1. Il succède à TF1 Actualités 20h le 16 février 1981.
Le Journal de 20 heures de TF1 est l'émission quotidienne la plus regardée de la télévision française.

## Historique
En janvier 1981, Jean-Marie Cavada succède à Henri Marque à la direction de l'information de TF1, dont le journal télévisé est de plus en plus concurrencé par le journal de 20 heures d'Antenne 2. Une nouvelle formule, qui abandonne la dénomination TF1 Actualités jugée vieillissante, est mise à l’antenne dès le 16 février 1981 présentée en semaine par Jean Lefevre, considéré comme le digne successeur de Roger Gicquel, et par Jean-Claude Bourret le week-end.
Entre 1978 et 1988, la BBC alternait la diffusion des JT de 20 heures de TF1 et Antenne 2, retransmis via l'Eurovision sur BBC 2 en français avec des sous-titres en anglais sous le nom Télé-journal après le Late Night News (ou Newsnight à partir de 1980),,. TV5 à partir de 1984 et Canal France International à partir de 1989 diffuseront aussi le 20 heures de TF1.
L'arrivée de la gauche au pouvoir en mai 1981 entraîne une réorganisation dans les rédactions d'information des chaînes de télévision publiques. Jugé trop acquis aux idées de l'ancien président de la République, Jean-Marie Cavada est remplacé par Jean-Pierre Guérin à la tête de l'information de la Une. En 1982, la présentation du journal de 20 heures est confiée en semaine au trio Jean-Claude Narcy, Jean-Pierre Berthet et Jean-Loup Demigneux.
Alors que les téléspectateurs délaissent le journal de 20 heures de TF1 au profit de celui d'Antenne 2 jugé plus moderne et chaleureux, la direction de TF1 confie l'information à un professionnel classé à gauche, Jean Lanzi, qui instaure une nouvelle formule du journal de 20 heures de TF1 avec l’institution de la présentation en couple par Jean-Claude Narcy avec Françoise Kramer et Jean-Pierre Berthet avec Francine Buchi dès février 1983. Cette formule ne rencontre pas le succès voulu, et c’est Jean Offredo en novembre 1983, puis Claude Sérillon en mai 1984, venu d'Antenne 2, qui, successivement, remplacent les deux duos[réf. nécessaire].
Nommé pour redonner à TF1 sa première place, Hervé Bourges confie la direction de l'information à Alain Denvers qui lance le mardi 22 janvier 1985 à 20 h une toute nouvelle formule du journal télévisé mettant davantage en valeur l'information avec un vaste décor aux couleurs du nouvel habillage de TF1 et un générique mémorable. Le vingt heures de TF1 est présenté tous les jours de la semaine par Claude Sérillon et Bruno Masure en alternance. De ce fait, Jean-Claude Bourret n'assure plus les éditions du week-end. À la suite du retour de Claude Sérillon sur Antenne 2 en janvier 1986, Alain Denvers recrute Marie-France Cubadda pour lui succéder. Cette nouvelle formule s'avère payante, puisque le vingt heures de TF1 parvient à rattraper son retard : de 36 % de part de marché en 1985, il passe à 43 % en 1986, dépassant définitivement son concurrent (40 %).
TF1 est privatisée en avril 1987 et Marie-France Cubadda part tenter sa chance sur La Cinq à la fin du mois de mai. Le nouveau président de TF1, Francis Bouygues, recrute en août 1987 l'ancienne star du journal de 20 heures d'Antenne 2, Patrick Poivre d’Arvor, pour prendre les rênes du journal de 20 heures. Claire Chazal est engagée le 16 août 1991 pour présenter les journaux du week-end. Étienne Mougeotte n’a pas à regretter ses choix car le journal de 20 heures de TF1 est le plus regardé en France et en Europe pendant quinze ans. Le journal de 20 heures de TF1 connaît alors sa plus longue période de stabilité avec un présentateur vedette installé pendant 21 ans à la tête de cette édition.
Le 5 janvier 1995, pour les 20 ans de la chaîne, le générique de fin du journal de 20 h arbore pour une unique fois les 3 logos mythiques de TF1.
À la suite de sa condamnation dans l'affaire Botton, Patrick Poivre d'Arvor est écarté de l'antenne pendant trois mois à partir de janvier 1996. Jean-Claude Narcy assure l'intérim jusqu'au retour de Poivre d'Arvor, effectif à partir du lundi 1er avril 1996. Patrick Poivre d'Arvor a mis à profit sa période de suspension pour réfléchir aux évolutions possibles du journal, notamment en s'inspirant des journaux étrangers. Ainsi dès le 1er avril 1996 les titres sont présentés en image comme dans les journaux télévisés américains. Autre innovation : l'introduction de cartes avant le passage de reportages, permettant aux téléspectateurs de localiser plus facilement le lieu du sujet à venir.
Cependant, Patrick Poivre d’Arvor est débarqué de TF1 en juin 2008 et présente son dernier journal le 10 juillet 2008. Il est remplacé par Laurence Ferrari dès le 25 août 2008.
Le 29 juin 2009, le JT de TF1 fête ses 60 ans, jour pour jour : le 29 juin 1949, les téléspectateurs de la RTF regardaient le premier JT de France à (20 h 30). Laurence Ferrari propose une édition spéciale dans son journal. Pour la première fois, le JT de TF1 ouvre ses portes aux téléspectateurs. En effet, la journaliste fait découvrir au public les secrets, les coulisses du 20 heures, du jamais vu dans l'histoire de la chaîne. Laurence Ferrari affirme que 500 personnes travaillent derrière les caméras, 365 jours par an pour diffuser le journal sur TF1. Plus de 200 journalistes travaillent dans l'immeuble de TF1, chaque jour, sans compter les correspondants de la chaîne en province et dans les pays étrangers. La journaliste fait visiter la « salle de fabrication du JT » au public.
Gilles Bouleau présente le journal de 20 heures depuis le 4 juin 2012 à la suite du départ de Laurence Ferrari, critiqué pour la baisse d'audience du JT depuis son arrivée.
Les attentats de 2015 donnent un nouveau souffle au journal avec un pic d'audience à plus de 9 millions de téléspectateurs, soit 32 % de part de marché (40 % des ménages).
Le 7 septembre 2015, TF1 annonce le départ de Claire Chazal, remplacée par Anne-Claire Coudray à partir du 18 septembre. Ce journal fut suivi par plus de 10,1 millions de téléspectateurs et a récolté 40,8 % de part de marché (dont 52 % sur les ménages)
Le 12 mars 2018, le 20 heures est scindée en deux parties : une partie consacrée à l'actualité et une partie magazine (Le 20H le mag). Ces deux parties sont entrecoupées d'une page de publicité.
Le 27 août 2018, le 20 h (comme le 13H) s'offre une nouvelle identité visuelle et un nouveau plateau à l'occasion de la rentrée.
Au début de la pandémie de Covid-19 en France, le 20 heures de TF1 est diffusé quotidiennement en semaine juste après Demain nous appartient, du lundi au vendredi en direct de 19 h 45 jusqu'à 19 h 52 lors d’une édition spéciale consacrée à la pandémie puis à 19 h 58 pour les informations habituelles.
Le 9 janvier 2022, le chanteur Stromae dévoile son titre L'enfer à la fin du journal, intervention qui connaît un important retentissement, à l’instar des remerciements du directeur de l'OMS Tedros Adhanom Ghebreyesus.
Durant la  Coupe du monde de football 2022 le journal ne sera exceptionnellement pas proposé à cet horaire car TF1 avait les droits de diffusion du mondial de football et que les matchs démarrait à 20h heure de Paris. Durant cette période le journal était proposé sur la case du feuilleton Demain nous appartient c'est à dire entre 19h15 et 20h.

## Identité visuelle

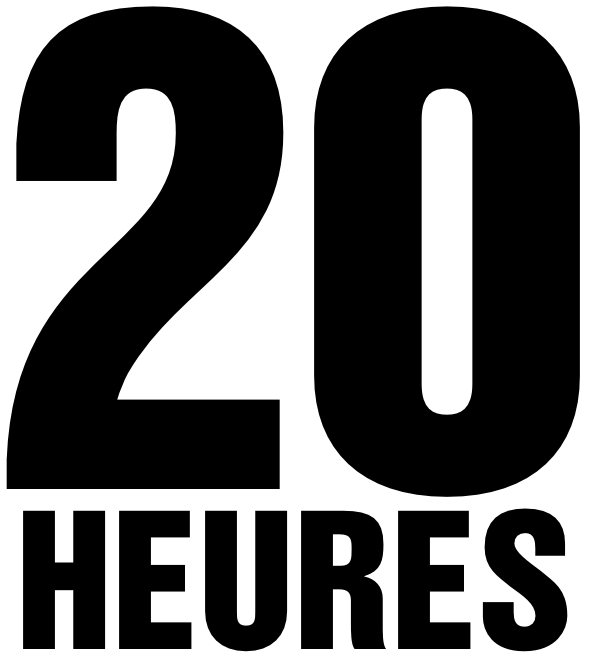
Logo du 27 août 2006 au 26 août 2011.
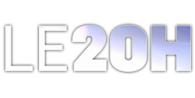
Logo du 27 août 2011 au 26 août 2018.
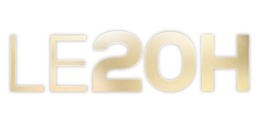
Logo depuis le 27 août 2018

## Présentateurs
Gilles Bouleau présente le journal de 20 heures depuis le 4 juin 2012 du lundi au jeudi, remplacé pendant ses absences par Jean-Baptiste Boursier.
Anne-Claire Coudray présente le journal de 20 heures depuis le 18 septembre 2015 du vendredi au dimanche, remplacée pendant ses absences par Audrey Crespo-Mara .

## Rubriques
Cette section ne s'appuie pas, ou pas assez, sur des sources secondaires ou tertiaires indépendantes du sujet. Le texte peut contenir des analyses inexactes ou inédites de sources primaires.
Pour l'améliorer, ajoutez-en, ou placez des modèles {{Source secondaire souhaitée}} ou {{Source secondaire nécessaire}} sur les passages mal sourcés. (octobre 2024)
En semaine (du lundi au jeudi), la rubrique Question du Jour depuis le 28 août 2017, le samedi soir avec Web Side Story (2017-2018) et Factuel (2019-) en partenariat avec l'AFP et le dimanche soir avec la Mise au point (avec François Lenglet depuis septembre 2018) et Rubrique Demain qui présente des informations sur le futur notamment les innovations et projets qui se présentent aux salons de l'innovation.

## Génériques et décors
Cette section ne s'appuie pas, ou pas assez, sur des sources secondaires ou tertiaires indépendantes du sujet. Le texte peut contenir des analyses inexactes ou inédites de sources primaires.
Pour l'améliorer, ajoutez-en, ou placez des modèles {{Source secondaire souhaitée}} ou {{Source secondaire nécessaire}} sur les passages mal sourcés. (décembre 2018)
Du 16 février 1981 au 16 janvier 1983, l'indicatif sonore du journal de 20 heures est joué par des cuivres. Le bed est un tic-tac d'horloge. Le générique du journal est composé de la mention "20H" barrant tout l'écran en diagonale. Le décor présente une mosaïque de logos TF1 en diverses nuances de bleu, sur fond blanc.
Le 17 janvier 1983, l'indicatif sonore du journal de 20 heures est joué par des cuivres, avec cymbales, percussions et arpèges de piano, alors qu'un hélicoptère de TF1 survolant Paris et la tour Eiffel forme le générique. Le décor est composé de soucoupes argentées entourant un logo TF1 bleu.
Un nouvel indicatif de type sonar gris foncé, avec un faisceau constitué de logos TF1 blancs et orange est mis à l'antenne en septembre 1983. Le décor est orange avec en haut à droite de l'écran, un logo TF1 bleu en italique.
Le 22 janvier 1985, le journal de 20 heures se dote d'un tout nouveau générique conçu par David Niles avec un laser balayant l'écran, puis un zoom dans un cadre bleu avec la mention « vingt heures ». L'indicatif sonore de ce générique est légèrement remanié en septembre 1989 durant la période de transition entre le logo de la privatisation et l'actuel.
Pour s'harmoniser au changement de logo de TF1, le journal de 20 heures est doté d'un nouveau générique qui apparaît pour la première fois le vendredi 2 février 1990 à 20h00. Il met en scène des fenêtres translucides défilant comme dans un tunnel, puis un laser formant le nouveau logo TF1 bleu et rouge sur une musique de Gabriel Yared. Le thème principal du générique utilisé depuis 1990 est en fait un remix de la bande originale des Dents de la mer de Steven Spielberg composée en 1975 par John Williams. Ce fait est repéré et analysé par Serge Llado dans sa chronique du 11 décembre 2006 dans l'émission de Laurent Ruquier : On va s'gêner sur Europe 1,
Dès le 1er juin 1992, le journal télévisé quitte le studio 1 du 13-15 rue Cognacq-Jay, où il était réalisé depuis 1981, pour un tout nouveau studio dans la tour TF1 à Boulogne-Billancourt.
Le 11 décembre 2022, Gims est l'invité de Anne-Claire Coudray, et présente un remix (typé afro : rumba congolaise) du générique à la fin du journal,.

## Distinction
Media Tenor International décerna en 2010 au 20 heures de TF1, le titre de journal télévisé le plus prestigieux du monde.

## Meilleures audiences
En 2006, le 20 heures de TF1 est le journal télévisé le plus regardé d'Europe.
| Date de diffusion | Événements                                                                                | Présentateur           | Audience moyenne          | Audience moyenne | Références |
| Date de diffusion | Événements                                                                                | Présentateur           | Nombre de téléspectateurs | PDM              | Références |
| ----------------- | ----------------------------------------------------------------------------------------- | ---------------------- | ------------------------- | ---------------- | ---------- |
| 16 janvier 1991   | Guerre du Golfe                                                                           | Patrick Poivre d'Arvor | 13 300 000                |                  |            |
| 28 janvier 1991   | Guerre du Golfe                                                                           | Patrick Poivre d'Arvor | 13 600 000                |                  |            |
| 22 février 1991   | Guerre du Golfe                                                                           | Patrick Poivre d'Arvor | 12 800 000                |                  |            |
| 11 septembre 2001 | Attentats aux États-Unis                                                                  | Patrick Poivre d'Arvor | 11 400 000                | 45 %             | [ 37 ]     |
| 18 novembre 2002  | Grève à France Télévisions                                                                | Patrick Poivre d'Arvor | 14 800 000                | 58,3 %           | [ 38 ]     |
| 7 novembre 2005   | Interview de Dominique de Villepin sur les émeutes urbaines                               | Patrick Poivre d'Arvor | 12 700 000                |                  | [ 39 ]     |
| 10 juillet 2008   | Dernier journal télévisé présenté par Patrick Poivre d'Arvor                              | Patrick Poivre d'Arvor | 9 600 000                 | 49,3 %           | [ 40 ]     |
| 2 janvier 2011    |                                                                                           | Julien Arnaud          | 10 400 000                | 38,3 %           | [ 41 ]     |
| 16 mars 2011      |                                                                                           | Laurence Ferrari       | 8 100 000                 | 30,5 %           |            |
| 18 septembre 2011 | Interview de Dominique Strauss-Kahn, retour sur l'affaire du Sofitel                      |                        | 13 500 000                | 47 %             | [ 39 ]     |
| 24 novembre 2013  |                                                                                           | Claire Chazal          | 8 600 000                 | 30,4 %           |            |
| 12 février 2014   |                                                                                           | Gilles Bouleau         | 7 100 000                 | 27,8 %           |            |
| 30 juin 2014      |                                                                                           | Gilles Bouleau         | 10 800 000                | 41,2 %           |            |
| 28 décembre 2014  |                                                                                           | Anne-Claire Coudray    | 8 600 000                 | 34,3 %           |            |
| 11 janvier 2015   | marches républicaines faisant suite aux attentats perpétrés entre les 7 et 9 janvier 2015 | Claire Chazal          | 8 400 000                 | 29 %             | [ 42 ]     |
| 20 juillet 2015   |                                                                                           | Audrey Crespo-Mara     | 5 470 000                 | 31,2 %           | [ 43 ]     |
| 13 septembre 2015 | Dernier journal télévisé présenté par Claire Chazal                                       | Claire Chazal          | 10 176 000                | 40,2 %           |            |
| 4 décembre 2016   |                                                                                           | Anne-Claire Coudray    | 7 278 000                 | 28,5 %           |            |
| 9 avril 2017      |                                                                                           | Anne-Claire Coudray    | 5 633 000                 | 26,8 %           |            |
| 30 décembre 2017  |                                                                                           | Audrey Crespo-Mara     | 6 610 000                 | 30 %             | 9 150 000  |
| 23 mars 2020      | crise sanitaire liée au COVID-19 / allocution d’Édouard Philippe                          | Gilles Bouleau         | 11 760 000                | 37,9 %           | [ 44 ]     |
| 13 avril 2020     | crise sanitaire liée au COVID-19 / allocution d’Emmanuel Macron                           | Gilles Bouleau         | 12 720 000                | 35,1 %           | [ 45 ]     |
| 21 janvier 2021   | crise sanitaire liée au COVID-19 / intervention d’Olivier Véran, ministre de la santé     | Gilles Bouleau         | 7 795 000                 | 29,1 %           |            |
| 31 mars 2021      | Crise sanitaire liée au COVID-19 / Allocution d' Emmanuel Macron                          | Gilles Bouleau         | 11 200 000                | 34.5%            | [ 46 ]     |

Légende :
- Le plus haut chiffre d'audience